# Lilla Kavelbrotjärnen
Lilla Kavelbrotjärnen är en sjö i Norbergs kommun i Västmanland och ingår i Norrströms huvudavrinningsområde.